# Рэй, Ола
Ола Рэй (англ. Ola Ray, род. 26 августа 1960, Сент-Луис, Миссури) — американская актриса и бывшая модель, снялась для мужского журнала Playboy в июне 1980 года. Наиболее известна ролью девушки Майкла Джексона в мини-фильме «Триллер».

## Карьера
В прошлом Рэй жаловалась на трудности с получением гонорара за участие в «Триллере». Сначала Рэй обвиняла Майкла Джексона. В конце концов, в мае 2009 года она подала в суд на Джексона в споре о получении неполученных гонораров. Джексон умер менее чем через два месяца, 25 июня, в возрасте 50 лет после остановки сердца. В 2012 году Estate of Michael Jackson урегулировала судебный процесс.

## Фильмография

### Фильмы
| Год  | Название                       | Роль             | Прим. |
| ---- | ------------------------------ | ---------------- | ----- |
| 1981 | Тело и душа                    | Хукер #1         |       |
| 1982 | Ночная смена                   | Dawn             |       |
| 1982 | Сорок восемь часов             | Танцор Вроманс   |       |
| 1983 | 10 секунд до полуночи          | Ола              |       |
| 1983 | Мужчина, который любил женщин  | н/д              |       |
| 1985 | Город страха                   | Хани             |       |
| 1987 | Ночной сталкер                 | Сэйбл Фокс       |       |
| 1987 | Полицейский из Беверли-Хиллз 2 | Плейбой Плеймейт |       |
| 2019 | It Wants Blood!                | Мадам Дю Санг    |       |
| 2020 | Shooting Heroin                | Хелен            |       |

### Телевидение
| Год  | Название                 | Роль    | Прим.                           |
| ---- | ------------------------ | ------- | ------------------------------- |
| 1984 | Автомен                  | Джоанна | Эпизод: "Murder MTV"            |
| 1984 | Gimme a Break!           | Деанна  | Эпизод: "The Center"            |
| 1985 | Весёлая компания         | Андреа  | Эпизод: "King of the Hill"      |
| 1985 | Что сейчас происходит!!  | Полетт  | Эпизод: "Married or Not"        |
| 2000 | Где они сейчас?          | Себя    | Эпизод: "Video Vixens II"       |
| 2001 | Я люблю 80-е             | Себя    | Эпизод: "New Years Compilation" |
| 2002 | Never Mind the Buzzcocks | Себя    | Эпизод: "Episode #1.2"          |

### Музыкальные видео
| Год  | Название       | Роль                | Исполнитель   |
| ---- | -------------- | ------------------- | ------------- |
| 1980 | «Дай мне ночь» | н/д                 | Джордж Бенсон |
| 1983 | «Триллер»      | Девушка М. Джексона | Майкл Джексон |